# Julius Berberich
Julius Berberich (* 24. November 1846 in Malsch (Landkreis Karlsruhe); † 27. Januar 1916 in Bühl) war ein Geistlicher Rat im Erzbistum Freiburg und deutscher Schriftsteller.

## Leben
Julius Berberich wurde am 18. Juli 1871 zum Priester geweiht. Anschließend war er Vikar in Limbach, Karlsruhe, Mannheim, Pforzheim und Rastatt. Im Jahr 1880 erhielt Berberich in Freiburg im Breisgau für seine Arbeit über die Christologie des hl. Iustinus Martyr den Doktor der Theologie. Ab 1882 war er Kaplan (Benefiziat) in Tauberbischofsheim und Geistlicher Lehrer am dortigen Gymnasium. Er richtete im Herbst 1883 ein Privatpensionat für Gymnasiasten im alten Seminargebäude ein, das 1889 kirchliche Anstalt wurde und den Titel Erzbischöflichen Knabenkonvikt erhielt. Im selben Gebäude befand sich bereits seit September 1871 ein erstes Knabenkonvikt, das jedoch aufgrund der badischen Gesetze während des Kulturkampfes schon 1874 wieder aufgehoben wurde. Nach der Neugründung entwickelte sich das Erzbischöfliche Knabenkonvikt gut: Von zunächst 50 Zöglingen stieg die Anzahl auf 75, jedoch mussten viele Bewerber abgewiesen werden. Der Platzmangel machte schließlich einen Neubau am Stammberg erforderlich (Grundsteinlegung 1890, Bezug am 22. September 1891), in dem Berberich 1889 der erste Rektor wurde. 1898 wurde er zum Geistlichen Rat ernannt. Von August 1901 bis August 1904 war Julius Berberich Stadtpfarrer in Bruchsal (St. Paul), und anschließend bis zu seinem Tod Stadtpfarrer in Bühl (St. Peter und Paul). Dort wurde durch sein Wirken eine neue Sakristei errichtet und die Stadtkirche ausgemalt. 1907 gründete er den katholischen Arbeiterverein in Bühl und leitete ihn als Präses. Er starb 1916 nach zweijähriger Krankheit und wurde an der Ostseite der Kapelle „Maria zum Trost“ (umgangssprachlich auch als Alban-Stolz-Kapelle bekannt) auf dem Bühler Friedhof bestattet.
Die Julius-Berberich-Straße in Tauberbischofsheim wurde ihm zu Ehren benannt.

## Werke
- Das Leiden und die Auferstehung Jesu Christi: Ein Passionsspiel mit Gesang und lebenden Bildern in 10 Aufz. Paderborn 1890. (OCLC 253287004)
- Lasset die Kleinen zu mir kommen: ein Lehr-, Gebet- u. Spruchbüchlein für die Kinderschwester und zur Erteilung des Religionsunterrichts in den untersten Klassen. Herder, Freiburg i. Br. 1890. (127 Seiten; OCLC 631938800)
- Das neue erzbischöfliche Knaben-Konvikt in Tauberbischofsheim. M. Zöller’s Buchhandlung und Buchdruckerei, Tauberbischofsheim 1893. (36 Seiten)[6]
- Geschichte der Stadt Tauberbischofsheim und des Amtsbezirks. M. Zöller’s Buchhandlung und Buchdruckerei, Tauberbischofsheim 1895. (431 Seiten; Faksimile-Druck: Fränkische Nachrichten Druck- und Verlags-GmbH, Tauberbischofsheim 1984)
- Die Zerstörung Jerusalems durch den römischen Feldherrn Titus im Jahre 70 n. Chr. Histor. Schauspiel m. Gesang in 5. Aufz. Bonifacius-Dr., Paderborn 1898. (56 Seiten, OCLC 252332407)
- Lehr-, Gebet- und Spruch-Büchlein: zur Erteilung des Religionsunterrichtes an Kinder von vier bis sieben Jahren; ein Handbüchlein für Lehrer und Erzieher, besonders für Mütter und Kinderschwestern. Herder, Freiburg i. Br. 1908. (102 Seiten; 2. verbesserte Auflage von Lasset die Kleinen zu mir kommen (1890); OCLC 630215557)
- Die Malereien in der Pfarrkirche zu Bühl (Stadt). Selbstverl., Offenburg (Baden) o. J. (ca. 1909; Gemeinsame Veröffentlichung mit Augustin Kolb).

### Rezension
- Sauer: Die Malereien in der Pfarrkirche zu Bühl (Baden). In: Freiburger Diözesan-Archiv Band 37 (1909), S. 341–343. (online, dort als PDF abrufbar, 26 MB; Kritik über das gleichnamige Buch; Anmerkung: Julius Berberich war Ausschuss-Mitglied, s. S. 350)